# 제임스 올즈
제임스 올즈(영어: James Olds, 1922년 5월 30일 - 1976년 8월 21일)는 미국의 심리학자로, 1954년 맥길 대학교의 박사후 연구원으로 재직하면서 피터 밀너 (Peter Milner)와 함께 쾌락중추를 발견하였다. 그는 현대 뇌과학의 창설자 중 한명으로 여겨진다.